# 波尔·蒂曼
波尔·蒂曼（丹麥語：Poul Thymann，1888年5月10日—1971年10月12日），丹麦男子赛艇运动员。他曾代表丹麦参加1912年夏季奥林匹克运动会赛艇比赛，获得男子标准式四人单桨有舵手铜牌。